# Гонсалес Балькарсе, Антонио
Антонио Гонсалес Балькарсе (исп. Antonio González Balcarce; 24 июня 1774, Буэнос-Айрес — 5 августа 1819, Буэнос-Айрес) — аргентинский политик и военный, участник Войны за независимость Аргентины, некоторое время занимавший пост верховного правителя Соединённых провинций Рио-де-ла-Плата.

## Семья
Родился 24 июня 1774 года в Буэнос-Айресе. Сын офицера полка Бланденгес, полковника Франсиско Гонсалеса Балькарсе Лата и Виктории Дамасии Мартинес Фонтес. Братья — Хуан Рамон, Маркос, Лукас, Хосе, Диего и Франсиско.

## Начало военной карьеры
В возрасте 13 лет Антонио Гонсалес Балькарсе вступил в корпус Бланденгеса в качестве кадета под командованием своего отца и в 1801 году получил звание капитана.

## Английские вторжения
Антонио Гонсалес Балькарсе участвовал в обороне Монтевидео во время английского вторжения (1806), был взят в плен в 1807 году и доставлен в Лондон. Освобожденный в Европе, в 1807 году он был произведен в подполковники кавалерии. В Испании он сражался вместе с Хосе де Сан-Мартином против наполеоновских армий.

## Майская революция
Вернувшись в Буэнос-Айрес, Антонио Гонсалес Балькарсе присоединился к ложе «Лаутаро», внеся свой вклад в дело независимости. Он принял участие в триумфальной Майской революции 25 мая 1810 года, в результате которой был свергнут Бальтасар Идальго де Сиснерос, наместник вице-королевства Рио-де-ла-Плата.

## Первая экспедиция в Верхнее Перу
Он был отправлен в Верхнее Перу в качестве заместителя командующего Франсиско Ортиса де Окампо в составе Первой экспедиции по оказанию помощи в Верхнем Перу под командованием Первой хунты. В Кордове он преследовал и схватил бывшего вице-короля Сантьяго де Линьерса. Он сменил Окампо на посту руководителя экспедиции.
Затем он двинулся на север, но потерпел поражение в битве при Котагаите. За победу в битве при Суйпаче, состоявшейся 7 ноября 1810 года, — первую победу Армии Севера — Первая хунта присвоила ему звание бригадного генерала.
Он командовал армией независимости во время разгрома Уаки. За свою роль в драке его преследовали по суду, но в конечном итоге оправдали.

## Губернатор, интендант и верховный директор
Антонио Гонсалес Балькарсе участвовал в Революции 5 и 6 апреля 1811 года или Революции Портеньо Орильерос, гражданско-военном перевороте. Умеренный сектор, поддерживающий Сааведру, известный как Сааведриста, обеспечил себе контроль над правящей Большой хунтой, устранив радикальное меньшинство, поддерживающее Мариано Морено, известное как Морениста.
В 1813 году Антонио Гонсалес Балькарсе был назначен губернатором-интендантом Буэнос-Айреса, а в 1816 году — верховным директором Соединённых провинций Рио-де-ла-Плата, эту должность он занимал всего три месяца.

## Андская армия
Назначенный в Андскую армию, он был заместителем генерала Сан-Мартина в сражениях при Канча-Раяде и Майпу. Возглавляя Армию освобождения в отсутствие Сан-Мартина, он командовал Армией Юга во время Второй кампании на юге Чили и одержал победу в битве при Биобио в 1819 году.

## Смерть
Из-за болезни Антонио Гонсалесу Балькарсе пришлось вернуться в Буэнос-Айрес, где его снова назначили начальником штаба, но вскоре он умер. Его останки покоятся в базилике Богоматери Розария и монастыре Санто-Доминго, рядом с останками Мануэля Бельграно, в городе Буэнос-Айрес.

## Потомство
Один из сыновей Антонио Гонсалеса Балькарсе, Мариано Балькарсе (1807—1885), женился на Мерседитас, единственной дочери генерала Сан-Мартина. Другой из них, Флоренсио Гонсалес Балькарсе, был поэтом-романтиком.